# Pseudaneitea huttoni
Pseudaneitea huttoni är en snäckart som först beskrevs av Suter 1909.  Pseudaneitea huttoni ingår i släktet Pseudaneitea och familjen Athoracophoridae. Inga underarter finns listade i Catalogue of Life.